# Akontombra

Akontombra (eller Sefwi Akontombra) är en ort i sydöstra Ghana. Den är huvudort för distriktet Sefwi Akontobra och hade 7 287 invånare vid folkräkningen 2010.